# 8569 Mameli
8569 Mameli è un asteroide della fascia principale. Scoperto nel 1996, presenta un'orbita caratterizzata da un semiasse maggiore pari a 2,2278364 UA e da un'eccentricità di 0,1278044, inclinata di 3,40043° rispetto all'eclittica.